# 미나 선드월
미나 선드월(Mina Sundwall, 2001년 10월 24일 ~ )은 미국의 배우이다.